# 云南民族大学

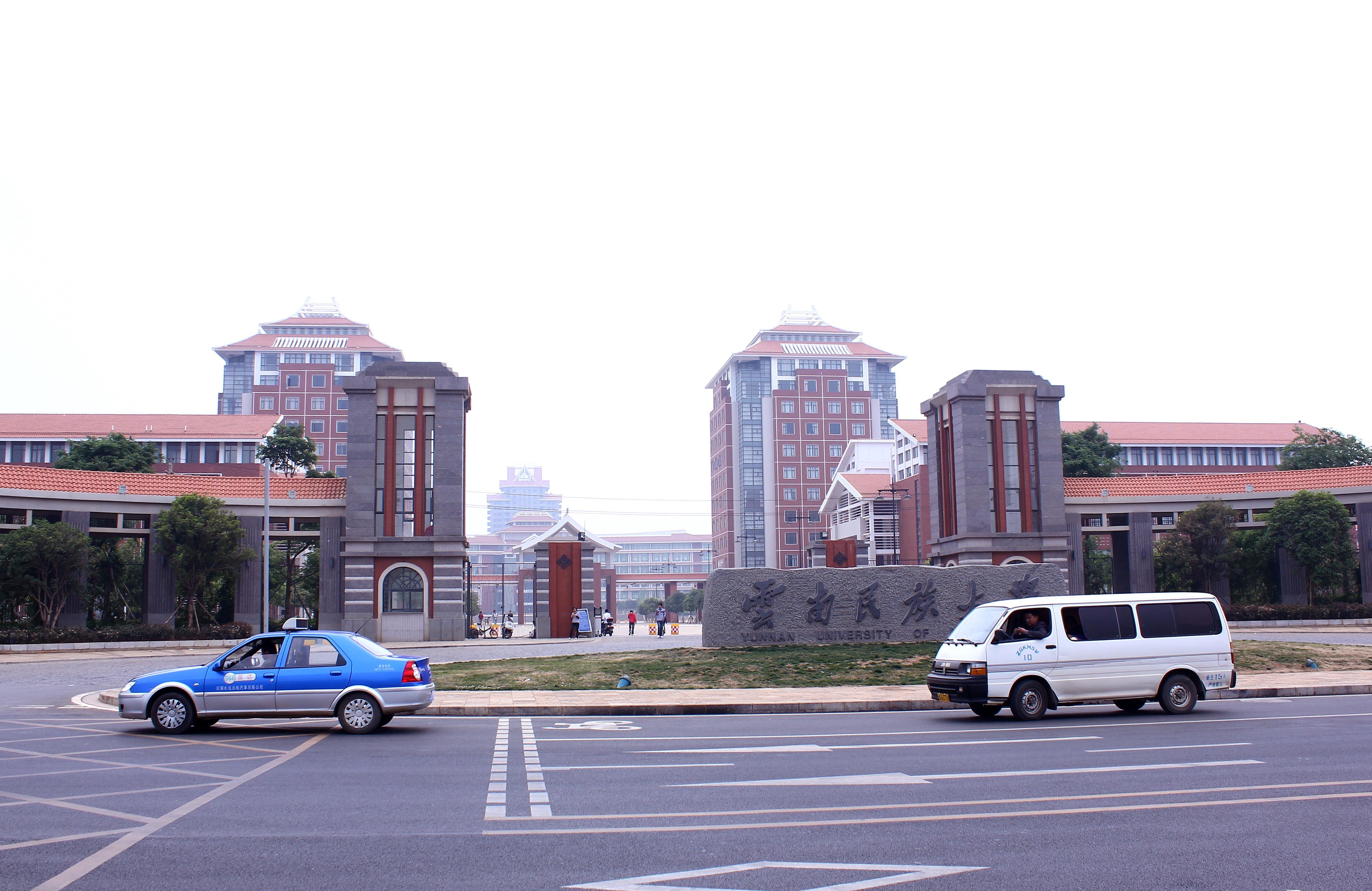
呈贡校区正门

云南民族大学是中国云南省的一所培养各民族高级专业人才的综合性大学，学校坐落昆明，原名为云南民族学院，后改名为云南民族大学。
云南民族大学是在中国最早建校的，有民族性质的高校之一，亦为云南省省属的6所重点大学之一。

## 历史
- 云南民族大学于1951年8月1日建校，原名为云南民族学院。
- 1972年开始招收大学普通班学生。
- 1977年招收本科生。
- 1979年招收研究生。
- 1984年成为硕士学位授予单位。
- 1993年云南民族大学被列为云南省属重点大学。
- 2003年4月16日改名为云南民族大学。

## 现状

### 院系设置
- 20个学院（部）：
  - 哲学学院、经济学院、法学院、教育学院、体育学院、人文学院、民族文化学院、外国语学院、东南亚南亚语言文化学院、艺术学院、数学与计算机科学学院、电气信息工程学院、化学与生物技术学院、管理学院、人民武装学院、国际教育学院、职业技术学院、继续（预科）教育学院和研究生部、马列部等
- 省属研究机构：云南省民族研究所
- 民族博物馆：馆藏文物近20000件

此外，还有45个校属研究机构，建立了中国——东盟语言文化人才培养基地。

### 学科建设
云南民族大学目前设有2个一级学科博士点、1个联合博士点、12个一级学科硕士点、92个二级学科硕士点，8个专业硕士点和78个本科专业。现有14个省级重点学科和优势特色学科，8个国家特色专业，17个省级特色、重点专业。

### 在校学生状况
学校现有全日制在校生23000多人，其中研究生2400人，本科学生21000多人,本科生中少数民族学生占50％以上，还有来自20多个国家和地区的留学生500多人，成人教育学生近1万人。

### 师资状况
现有教职工1314人，教授184人，副教授333人。

### 特色优势学科
民族学、社会学、历史学、民族语言文学、东南亚语言文化、东南亚国际关系、化学（民族药）、民族艺术等学科

### 硬件设施
学校现有土地使用面积2500多亩（其中校本部500余亩，呈贡校区2000多亩）。校舍面积55万平方米，教学设备总投资近1亿元，图书馆资料200余万册，教学用计算机3000台，语音室座位1200个，多媒体教室座位9000个。

### 学术研究成果
近年来，云南民族大学完成了“中国少数民族革命史研究”、“语言学研究基地”、“滇西北民族文化的保护与发展行动计划”、“湿法高纯魔芋精粉及葡甘聚糖复配胶生产中试应用研究”等多项国家社会科学基金项目、国家自然科学基金项目、国家教育部人文社会学科基金项目、国外委托的国际投资研究课题、云南省科技厅攻关项目等。

### 学术期刊
举办有《云南民族大学学报》哲社版和自然科学版，哲社版是全国中文核心期刊、全国三十佳社科学报、全国百强社科学报、中文社会科学引文索引（CSSCI）来源期刊，总体学术影响因子在云南省内高校总排名第二。

## 在任著名学者
- 马曜：中国著名民族学家、历史学家、教育学家
- 汪宁生：中国著名民族学、考古学家[來源請求]
- 谢本书：中国著名史学家[來源請求]
- 张建国：中国著名近现代史专家、国际政治专家[來源請求]